# Нефтекамський автозавод
ПАТ «НЕФАЗ» — автомобільна компанія, що входить до групи підприємств ПАТ «КАМАЗ», і є найбільшим російським виробником спеціальних установок на шасі КАМАЗ. У грудні 2000 року завод представив перший автобус типу міста НефАЗ-5299. Завод розміщено в місті Нефтекамськ (Башкортостан).

## Основні акціонери
- Публічне акціонерне товариство «КАМАЗ» — 50,02 % акцій.
- Республіка Башкортостан — 28,5 % акцій.

## Продукція
Підприємство випускає:
- Самоскиди,
- Вахтові автобуси,
- Цистерни, причепи та напівпричепи-цистерни,
- Тентові причепи та напівпричепи,
- Пасажирські автобуси,
- Сільськогосподарська техніка,
- Інше обладнання.

НЕФАЗ займає близько 30 % російського автобусного ринку. У 2005 році НЕФАЗ продав 1156 автобусів.